# Атака на університетський коледж Гарісси
Атака на університетський коледж Гарісси 2 квітня 2015 року в м. Гарріса, на сході Кенії — терористичний акт, в результаті якого 147 людей загинули і 79 були поранені. Відповідальність за напад взяло на себе сомалійське угруповання Аш-Шабаб.
Близько 80 відсотків учнів університету Ґарісси не є місцевими жителями, значну частину населення складають вихідці з Сомалі.

## Хід подій
2 квітня 2015 року о 05:30 за місцевим часом (UTC+3) група бойовиків з закритими масками обличчями напала на кампус університету в Гаріссі. Бойовики відкрили безладну стрілянину, після чого захопили в заручники студентів та викладачів, які не зуміли покинути кампус. Всього у заручниках бойовиків опинилися 533 студенти, 60 викладачів і співробітників університету. За словами очевидців, бойовики вибирали як жертв християн.
На 18:30 2 квітня спецпідрозділам вдалося звільнити із заручників 500 студентів і оточити бойовиків в одному з університетських корпусів.
3 квітня операція проти бойовиків була завершена, поліції вдалося застрелити чотирьох бойовиків. Операція тривала кілька годин.